# Các tòa nhà đại học ở Trnava
Các tòa nhà đại học ở Trnava (tiếng Slovakia: Univerzitné budovy v Trnava) là một tập hợp các tòa nhà tọa lạc trên Quảng trường Đại học, Phố Ján Holého, Phố Halenárská và Svestí Sv. Nicholas, ở phía đông bắc của trung tâm thành phố Trnava, vùng Trnava, Slovakia. Các tòa nhà này trước đây từng thuộc sở hữu của Đại học Trnava, ngôi trường được Hồng y Peter Pázmaň thành lập vào năm 1635. Ngôi trường được quốc hữu hóa vào năm 1770 và được Maria Theresa chuyển đến Buda bảy năm sau đó. Từ khi thành lập đến năm 1770, các tu sĩ Dòng Tên đã điều hành trường đại học. Các tòa nhà này bao gồm:
- Vương cung thánh đường Thánh Gioan Baotixita
- Khoa thần học và triết học
- Khoa y
- Adalbertinum - Chủng viện St. Vojtech
- Rubrorum - Đại chủng viện
- Marianum - Chủng viện Đức Mẹ
- Trường nội trú quý tộc
- Stefaneum - Chủng viện Stefan
- Chủng viện Oláh

Vào ngày 17 tháng 9 năm 1963, khu phức hợp các tòa nhà đại học ở Trnava được ghi danh vào Danh sách Di tích Trung ương. Năm 1970, theo Nghị quyết của Chủ tịch Hội đồng Quốc gia Slovakia, các tòa nhà này được công nhận là di tích văn hóa quốc gia.